# Роман, Аида
Аи́да Рома́н (исп. Aída Román ; 21 мая 1989, Мехико) — мексиканская лучница, призёр Олимпийских игр в Лондоне.

## Карьера
Свою первую медаль Аида Роман завоевала в 2007 году на Панамериканских играх в Рио-де-Жанейро. Там Аида пробилась в финал индивидуальных соревнований, в котором уступила американке Дженнифер Николс 107—103.
Год спустя в составе сборной Мексики Роман участвовала в пекинской олимпиаде. Квалификационный раунд она закончила с 12-м результатом, в первом раунде одолела спортсменку из Маврикия Вероник Маррье Д’Юньенвиль, во втором — украинку Викторию Коваль, но в третьем раунде Аида уступила представительнице КНДР Квон Ын Силь со счетом 105—100 и выбыла из борьбы за медали.
На вторых в карьере Панамериканских играх в Гвадалахаре Роман завоевала золото в составе команды и бронзу в личном первенстве. На Олимпиаде в Лондоне мексиканская сборная выбыла в четвертьфинале, уступив японкам. В личном первенстве Аида стала 11-й в квалификации, а в основном турнире последовательно одолела спортсменку из Казахстана Анастасию Баннову (6-2), индийку Бомбайлу Деви (6-2), японку Микиэ Каниэ (6-3), итальянку Пию Льонетти (6-2). В полуфинале Роман оказалась сильнее соотечественницы Марианы Авитии. В финале против кореянки Ки Бо Бэ Роман в упорной борьбе уступила 6-5 и стала серебряным призёром Олимпиады.